# اللادينية في تركيا
تُعتبر اللادينية في تركيا أقلية صغيرة نسبياً، على الرغم من اختلاف التقديرات الدقيقة لحجم الربوبيين والملحدين واللاأدريين بين السكان، إذ يُعد الإسلام هو الدين السائد في البلاد. ذكرت دراسة في تركيا أن 95% يؤمنون بالله و75% منهم متدينون. وأشارت دراسة أخرى أجرتها شركة فرنسية والتي أجرت مقابلات مع 17,880 بالغًا في 22 دولة، إلى أن الملحدين يمثلون 7% من السكان بينما يمثل اللاأدريون 3%. من الصعب تحديد عدد الملحدين أو اللاأدريين في تركيا، حيث لا يتم حسابهم رسمياً في تعداد البلاد. تُشير البيانات أيضاً إلى أن 85% من جميع الأشخاص غير المتدينين هم أصغر من 35 عاماً. هناك وصمة عار كبيرة مُلحقة بالملحد في تركيا، حيث يتواصل العديد من الملحدين الأتراك ببعضهم البعض عبر الإنترنت.
في أوائل أبريل 2018 جاء تقرير من وزارة التعليم التركية، تحت عنوان «الشباب ينزلق إلى الربوبية»، والذي ذكر أن عدداً متزايداً من التلاميذ في مدارس إمام حاتيب يتخلون عن الإسلام ويتجهون للربوبية. أثار منشور التقرير جدلاً واسع النطاق بين الجماعات الإسلامية المحافظة في المجتمع التركي.
تأسست جمعية الإلحاد (Ateizm Derneği)، أول منظمة ملحدة رسمية في الشرق الأوسط والقوقاز، في عام 2014.

## قائمة بعض اللادينيين الأتراك
- عدالت آغا أوغلو
- Ahmet Altan
- Çetin Altan
- مصطفى كمال أتاتورك
- Ulus Baker
- Bahadır Baruter
- بيلين باتو
- Bedri Baykam
- Murat Belge
- Halil Berktay
- بهيجة بوران
- عبد الله جودت
- Sinan Çetin
- معزز إيليمييه تشيغ
- ديلسا ديمرباغ ستين
- توران دورسون
- Süreyyya Evren
- توفيق فكرت
- دينيز غزمش
- Osman Necmi Gürmen
- ناظم حكمت
- İlhan İrem
- Sagopa Kajmer
- Dursun Karataş
- إبراهيم كايباكايا
- Fikret Kızılok
- لالي منصور
- عزيز نيسين
- سيفان نيشانيان
- Ayşe Önal
- أحمد رضا
- الياس سلمان
- فاضل ساي
- Ruhi Su
- جلال شنغور
- أحمد شيك
- أرزو توكر
- Uğur Uluocak
- Mina Urgan
- تشينك أويغر
- سيرا يلماز
- جان يوجال